# Štrepci
Štrepci – wieś w Bośni i Hercegowinie, w dystrykcie Brczko. W 2013 roku liczyła 712 mieszkańców, z czego większość stanowili Chorwaci.